# Jarl Bruu
Jarl Bru (født 9. november 1897, død 18. august 1984) var en norsk bokser som vandt en guldmedalje i vægtklassen bantamvægt i NM 1917. 